# Писарівка (Сумський район)
Пи́сарівка — село в Україні, у Хотінській селищній громаді Сумського району Сумської області. Населення становить 831 осіб. До 2016 орган місцевого самоврядування — Хотінська селищна рада.

## Географія
Село Писарівка знаходиться на березі річки Олешня, вище за течією на відстані 2 км розташоване селище Іволжанське, нижче за течією примикає селище Хотінь. На річці велика гребля. До села примикає великий лісовий масив (дуб). Через село проходить автомобільна дорога Н07.

## Історія
За даними на 1864 рік у власницькому селі Сумського повіту Харківської губернії мешкало 984 особи (488 чоловічої статі та 496 — жіночої), налічувалось 125 дворових господарств, існували православна церква та поштова станція.
Станом на 1885 рік у колишньому власницькому селі, центрі окремої Писарівської волості, мешкало 1599 осіб, налічувалось 219 дворів, існували православна церква, школа, постоялий двір, лавка, 3 ярмарки та бурякоцукровий завод.
За переписом 1897 року кількість мешканців зменшилась до 1393 осіб (705 чоловічої статі та 688 — жіночої), всі — православної віри.
Станом на 1914 рік село кількість мешканців зросла до 1551 особи.
12 червня 2020 року, відповідно до Розпорядження Кабінету Міністрів України № 723-р «Про визначення адміністративних центрів та затвердження територій територіальних громад Сумської області» увійшло до складу Хотінської селищної громади.
19 липня 2020 року, в результаті адміністративно-територіальної реформи та ліквідації Сумського району(1923-2020), село увійшло до новоутвореного Сумського району.

#### Російське вторгнення в Україну (з 2022)
У ніч з 29 на 30 травня 2022 року у село Писарівка поцілили дві ракети. Постраждали 14 будинків.
14 серпня 2024 року оперативне командування “Північ” повідомило, що російський агресор обстріляв Сумську область. В селі зафіксовано 1 вибух, ймовірно КАБ. В результаті обстрілу отримали поранення 2 цивільні особи, зруйновано один приватний будинок та домоволодіння, пошкоджено 11 приватних будинків.